# 普雷西 (加来海峡省)
普雷西（法語：Pressy，法語發音：[pʁesi]）是法国上法兰西大区加来海峡省的一个市镇，属于阿拉斯区。

## 地理
普雷西（50°28'31"N, 2°23'46"E）面积4.33 平方千米，位于法国上法蘭西大區加来海峡省，该省份为法国北部沿海省份，西北濒北海，南至索姆省，东临北部省。
与普雷西接壤的市镇（或旧市镇、城区）包括：佩尔讷、布尔、马雷、萨尚、桑莱佩尔讷、唐格里。

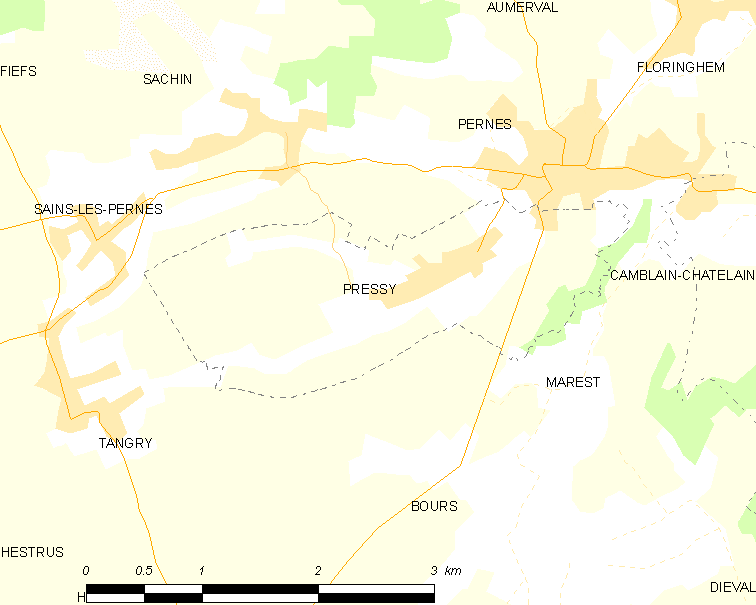
的OSM定位图

普雷西的时区为UTC+01:00、UTC+02:00（夏令时）。

## 行政
普雷西的邮政编码为62550，INSEE市镇编码为62669。

## 政治
普雷西所属的省级选区为泰努瓦斯河畔圣波勒县。

## 人口

1962-2008年间人口变化图示

普雷西于2022年1月1日时的人口数量为299人。